# Vlková (Středočeská pahorkatina)
Vlková (521 m n. m.) je vrchol ve Středočeské pahorkatině a na něm stojící stejnojmenná rozhledna. Vrchol i rozhledna se nacházejí nedaleko silnice spojující vesnice Ládví a Ládeves (části obce Kamenice). Vrchol Vlková se nachází mezi přírodními parky Velkopopovicko a Hornopožárský les.
Celá vrcholová oblast jakož i přilehlé údolí a vedlejší vrcholy jsou veřejnosti nepřístupné. Oplocenou oboru Vlková zde založil již baron Ringhoffer, nyní je v majetku Lesů ČR, spravovaná nájemcem.

## Rozhledny

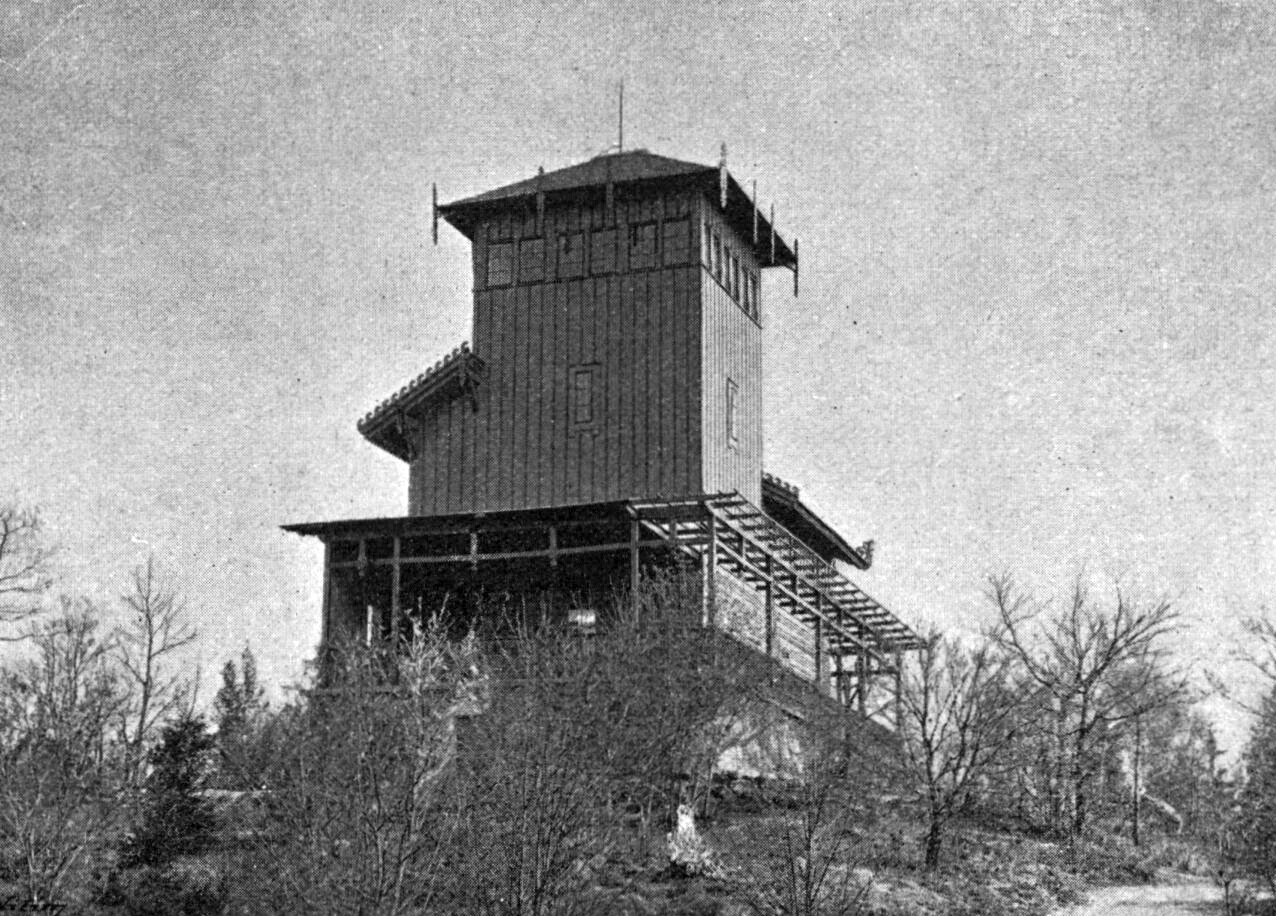
Dřevěná rozhledna na vrcholu v roce 1898

Na vrchu Vlková se nacházejí dvě rozhledny:
Dřevěná rozhledna na vrcholu kopce, pocházející z roku 1883, jež je součástí loveckého pavilonu, se nachází v oboře a je veřejnosti nepřístupná.
Druhá rozhledna byla postavena roku 2009 na východním svahu vrchu Vlková ve výšce 488 m n. m. jako telekomunikační stožár. Tato 45 metrů vysoká stavba je tvořena ocelovým tubusem se spirálovým schodištěm a s vyhlídkovou plošinou ve výšce 25 m a je přístupná veřejnosti.

## Vrchol
Geomorfologicky vrchol spadá do celku Benešovská pahorkatina, podcelku Dobříšská pahorkatina, okrsku Kamenická vrchovina a podokrsku Těptínská vrchovina.